# Mattia Bottolo

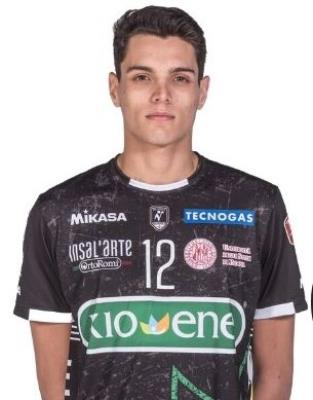
Mattia Bottolo zawodnikiem Kioene Padwa

Mattia Bottolo (ur. 3 stycznia 2000 w Bassano del Grappa) – włoski siatkarz, reprezentant kraju, grający na pozycji przyjmującego.
Swoją karierę juniorską rozpoczął w klubie Kioene Padwa, gdzie już później od sezonu 2019/2020 grał w seniorskiej drużynie. W klubie znajdującym się w Padwie grał do sezonu 2021/2022. Brał udział w Lidze Narodów 2021. W sezonie 2022/2023 bronił barw klubu Cucine Lube Civitanova.

## Kariera klubowa
| Kariera juniorska | Kariera juniorska      | Kariera juniorska | Kariera juniorska | Kariera juniorska | Kariera juniorska | Kariera juniorska | Kariera juniorska | Kariera juniorska | Kariera juniorska | Kariera juniorska |
| ----------------- | ---------------------- | ----------------- | ----------------- | ----------------- | ----------------- | ----------------- | ----------------- | ----------------- | ----------------- | ----------------- |
| Lata              | Klub                   |                   |                   |                   |                   |                   |                   |                   |                   |                   |
| 2016–2020         | Kioene Padwa           |                   |                   |                   |                   |                   |                   |                   |                   |                   |
| Kariera seniorska |                        |                   |                   |                   |                   |                   |                   |                   |                   |                   |
| Lata              | Klub                   |                   |                   |                   |                   |                   |                   |                   |                   |                   |
| 2019–2022         | Kioene Padwa           |                   |                   |                   |                   |                   |                   |                   |                   |                   |
| 2022–             | Cucine Lube Civitanova |                   |                   |                   |                   |                   |                   |                   |                   |                   |

## Sukcesy klubowe
Liga włoska:
- 2023[2], 2025[3]

Puchar Włoch:
- 2025[4]

Puchar Challenge:
- 2025[5]

## Sukcesy reprezentacyjne
Mistrzostwa Europy:
- 2021[6]
- 2023[7]

Mistrzostwa Świata:
- 2022[8]

Liga Narodów:
- 2025[9]